# Hypostomus spiniger
Hypostomus spiniger es una especie de pez siluriforme de agua dulce del género de loricáridos Hypostomus. Se distribuye en el nordeste del Cono Sur de Sudamérica. 

## Taxonomía
Descripción original
Esta especie fue descrita originalmente en el año 1870 por el zoólogo polaco-alemán Reinhold Friedrich Hensel, bajo el nombre de Plecostomus spiniger.
Localidad tipo
La localidad tipo referida es: “río Cadea (Cadeira, Cadeia), estado de Río Grande del Sur, Brasil”.
Holotipo
El holotipo designado es el catalogado como: ZMB 7444. Fue depositado en la colección zoológica del Museo de Historia Natural de la ciudad alemana de Berlín.
Etimología
Etimológicamente el epíteto genérico Hypostomus se construye con dos palabras del idioma griego, en donde: hipo significa ‘bajo’ y estoma es ‘boca’, haciendo alusión a la ubicación de la boca en la parte inferior de la cabeza, una de las características que poseen las especies de este género. El término específico spiniger deriva de palabras en latín, en donde spīna es ‘espina’ y -ger  es ‘que porta’ o ‘produce’.

### Historia taxonómica
En el año 1877, el zoólogo austríaco, especializado en Ictiología, Franz Steindachner propuso que Hypostomus spiniger es un sinónimo más moderno de Hypostomus commersoni. En el año 1888, los ictiólogos estadounidenses Rosa Smith Eigenmann y Carl H. Eigenmann —este último nacido en Alemania— describieron a Hypostomus limosus, al que en el año 1989, el ictiólogo brasileño Luiz Roberto Malabarba consideró un sinónimo más moderno de Hypostomus commersoni.
Finalmente, en el año 2019, se dio a conocer un estudio efectuado por Yamila Paula Cardoso, Florencia Brancolini, Lucila Protogino, Ariel Paracampo, Sergio Bogan, Paula Posadas y Juan Ignacio Montoya-Burgos, en el cual se realizó una revisión exhaustiva de especies del género Hypostomus de la baja cuenca del Plata, incluyendo sus patrones cromáticos, morfológicos y filogenéticos basados en secuencias de D-loop. Mediante el mismo, se pudo demostrar que bajo lo que se consideraba pertenecer a H. commersoni en realidad albergaba dos especies, siendo la segunda alopátrica con la primera, permitiendo la revalidación de Hypostomus spiniger como especie plena, agregando, además, que H. limosus es un sinónimo más moderno.

### Relaciones filogenéticas
Hypostomus spiniger forma un clado con  H. affinis, H. ancistroides e H. interruptus. El mismo se incluye en el filogrupo denominado linaje D2, el cual también lo integran: H. cordovae, H. commersoni, H. boulengeri, H. formosae, H. derbyi, H. watwata, H. plecostomus e H. punctatus.

## Características
Hypostomus spiniger posee como características principales el presentar dientes bífidos, manchas oscuras sobre fondo claro, la presencia de 4 ásperas crestas laterales en los flancos, de 26 a 29 placas en la serie lateral y 1 o 2 placas que bordean el margen posterior del hueso supraoccipital. De las especies más próximas (H. affinis, H. punctatus e H. ancistroides) se diferencia por tener cabeza más alta y menor distancia interdorsal.
De Hypostomus commersoni, H. spiniger se diferencia por tener grandes aristas laterales con odontoides inclinados hacia atrás (H. commersoni tiene finas aristas laterales con odontoides que apuntan hacia todas las direcciones), aristas laterales fuertes en el pedúnculo caudal (en H. commersoni allí son débiles), aristas laterales medias a partir de la 2ª o 3ª placa (en H. commersoni es desde la primera placa) y por último, en el adulto, por tener la placa temporal con borde muy débil (en H. commersoni es fuerte).
Coloración
Su cabeza y tronco presentan una coloración de fondo marrón oscuro a gris, la cual está cubierta por pequeñas e irregulares manchas negras en la cabeza, siendo mayores y más espaciadas en el dorso, con algunas de ellas más prominentes. Todas las aletas son de color marrón oscuro o gris, con las membranas interradiales hialinas, las cuales exhiben pequeñas e irregulares manchas negras. La región abdominal es de color marrón claro a gris, generalmente con manchas circulares o vermiculadas.

## Distribución y hábitat
Esta especie se distribuye en la cuenca de la laguna de los Patos, en el sur de Brasil, así como también en drenajes del río Uruguay, el cual es parte de la cuenca del Plata, cuyas aguas se vuelcan en el océano Atlántico Sudoccidental por intermedio del Río de la Plata. Poseen poblaciones de este pez Brasil en el sur, Uruguay en el occidente y la Argentina en el nordeste.
Ecorregionalmente este pez está circunscripto a las ecorregiones de agua dulce, laguna dos Patos, Uruguay superior e inferior.
Los cursos fluviales en donde fue colectada presentaban lecho en su mayor parte cubierto por arena, aguas bien oxigenadas (oxígeno disuelto 8,4 a 9,0 mg/l), velocidad de corriente moderada, turbidez del agua de 22,4 a 74,2 NTU, conductividad específica de 567 a 1909 μS/cm, pH alcalino (de 7,6 a 8,3) y temperatura de 19,8 a 25,3 °C.